# 林永志
林永志，台灣戲曲鼓師，1973年在台灣南投縣竹山鎮出生，青少年時在家鄉學習台灣北管戲音樂，後來又學台灣布袋戲的音樂藝術，並拜台灣布袋戲資深表演藝術家李天祿為師，1995年又拜台灣資深戲曲樂師邱火榮為師，深入學習戲曲司鼓（以鑼鼓點子引導和掌控戲曲表演的節奏）藝術，並師從台灣國立國光劇團京劇隊鼓師呂永輝學習京劇司鼓藝術。
林永志善長台灣歌仔戲、台灣布袋戲、台灣北管戲的司鼓，在亦宛然掌中劇團、亂彈嬌（北管）劇團、河洛歌仔戲團等戲曲劇團擔任鼓師（武場領班；武場領導）的餘暇，也致力鑽研殼子弦、大廣弦等戲曲文場（旋律部）樂器。
曾錄製北管音樂和歌仔戲音樂專輯多部。